# Trachelophorus
Trachelophorus là một chi [[bọ cánh cứng trong họ Attelabidae. Loài được biết đến nhiều nhất trong chi này là Trachelophorus giraffa.

## Các loài
- Trachelophorus abdominalis
- Trachelophorus ardea
- Trachelophorus ater
- Trachelophorus camelus
- Trachelophorus castaneus
- Trachelophorus dromas
- Trachelophorus elegans
- Trachelophorus fausti
- Trachelophorus foveicollis
- Trachelophorus giraffa
- Trachelophorus giraffoides
- Trachelophorus limbatus
- Trachelophorus madegassus
- Trachelophorus michaelis
- Trachelophorus numeralis
- Trachelophorus pygmaeus
- Trachelophorus rubrodorsatus
- Trachelophorus signatus
- Trachelophorus uniformis